# Pruno, Haute-Corse
Pruno là một xã ở tỉnh Haute-Corse trên đảo Corse, Pháp. Xã này có diện tích 6,44 km², dân số năm 1999 là 182 người. Khu vực này có độ cao trung bình 429 mét trên mực nước biển.